# Veronika Ustimova
Veronika Ustimova (en ruso: Вероника Игоревна Устимова; 27 de noviembre de 2004) es una actriz de cine y televisión rusa.

## Biografía
Nacido el 27 de noviembre de 2004 en Ulyanovsk. Desde los cinco años estudió en el centro de producción “Perfection” y participó en numerosos concursos creativos. Cuando era niña soñaba con ser paleontóloga, luego eligió el camino artístico.
A los 12 años participó en el concurso de talentos “Voice. Niños" (equipo de Dima Bilán). Fue galardonada con el título “Mini Miss Mundo 2012”, tercer lugar en el concurso “Bazar Eslavo”, finalista del concurso infantil “Nueva Ola”.
Hizo su debut en la pantalla en 2017 en la serie de televisión policial "Consequence of Love" (el papel de Yulia). Es conocida por su papel principal como Lera Arabova en el drama de fantasía de Dmitry Kiselyov "Mira".
Intérprete de papeles principales en los musicales: "El mago de Oz", "El sueño de la lluvia", "La historia de Moscú", "Las amistades peligrosas", "La balada de un corazoncito", "Lady Perfection", "Scarlet Sails, “La Constelación Mágica de Disney”, “El Principito”, “El Misterio de la Reina de las Nieves”, “Tom Sawyer”, “13 Meses”, etc.
Estudia en el Instituto de Teatro Boris Shchukin (departamento de actuación).

## Filmografía
- Consecuencia del amor (2017) - Julia
- Odesa (2019) - Irka[9]
- New Kid (2021) - Liza Ermakova (papel principal)[10]
- Mediador (2021) - Kira[11]
- Los franceses cerca de Moscú (2021) - Marie
- Legado (2022) - Elena
- Mira (2022) - Lera Arabova (papel principal);[12] premio a la mejor actriz infantil en el Festival Internacional de Cine Listapad [13][14]
- Valyusha (2022) - Arina
- La nieve cayó entre nosotros (2022) - Alena
- Como si no hubiera separación (2022) - Dasha
- Doctor (2022) - Elatha
- ¿Qué debe hacer una mujer si tiene dos amantes, pero necesita elegir uno (2022) - Anna en su juventud?
- Sin señal (2022) - Lera
- ¡Tenemos una reserva, o feliz año nuevo! (2023) — Masha

## Calificaciones
“La apariencia atractiva y el hermoso timbre de su voz distinguen a Verónica Ustimova de la galaxia de jóvenes actrices del cine ruso. No tiene miedo de experimentar consigo misma y le encanta desempeñar una variedad de papeles, ampliando así su zona de confort".